# Xerraire de coroneta bruna
El xerraire de coroneta bruna (Garrulax strepitans) és un ocell de la família dels leiotríquids (Leiothrichidae).

## Hàbitat i distribució
Viu entre la malesa del bosc, als Himàlaies del sud-oest de la Xina al sud-oest de Yunnan, l'est i sud-est de Myanmar, incloent Tenasserim, nord-oest, sud-oest, sud-est de Tailàndia i nord-oest de Laos..